# Torneo Interbritannico 1939
Il Torneo Interbritannico 1939 fu la cinquantunesima edizione del torneo di calcio conteso tra le Home Nations dell'arcipelago britannico. Il torneo fu vinto congiuntamente da Scozia, Galles ed Inghilterra.

## Risultati
| Data             | Luogo      | Squadra 1   | Risultato | Squadra 2   |
| ---------------- | ---------- | ----------- | --------- | ----------- |
| 8 ottobre 1938   | Belfast    | Irlanda     | 0 - 2     | Scozia      |
| 22 ottobre 1938  | Cardiff    | Galles      | 4 - 2     | Inghilterra |
| 9 novembre 1938  | Edimburgo  | Scozia      | 3 - 2     | Galles      |
| 16 novembre 1938 | Manchester | Inghilterra | 7 - 0     | Irlanda     |
| 15 marzo 1939    | Wrexham    | Galles      | 3 - 1     | Irlanda     |
| 15 aprile 1939   | Glasgow    | Scozia      | 1 - 2     | Inghilterra |

## Classifica
| Pos | Squadra     | Pti | G | V | N | P | GF | GS |
| --- | ----------- | --- | - | - | - | - | -- | -- |
| 1   | Inghilterra | 4   | 3 | 2 | 0 | 1 | 11 | 5  |
| 1   | Galles      | 4   | 3 | 2 | 0 | 1 | 9  | 6  |
| 1   | Scozia      | 4   | 3 | 2 | 0 | 1 | 6  | 4  |
| 4   | Irlanda     | 0   | 3 | 0 | 0 | 3 | 1  | 12 |